# Hyperolius schoutedeni
Hyperolius schoutedeni là một loài ếch thuộc họ Hyperoliidae.
Loài này có ở Cộng hòa Dân chủ Congo, có thể cả Cộng hòa Trung Phi, có thể cả Cộng hòa Congo, và có thể cả Sudan.
Môi trường sống tự nhiên của chúng là xavan ẩm, sông ngòi, đầm nước, đầm nước ngọt, đầm nước ngọt có nước theo mùa, suối nước ngọt, vườn nông thôn, rừng trước đây suy thoái nghiêm trọng, và ao.